# Новая Дарница

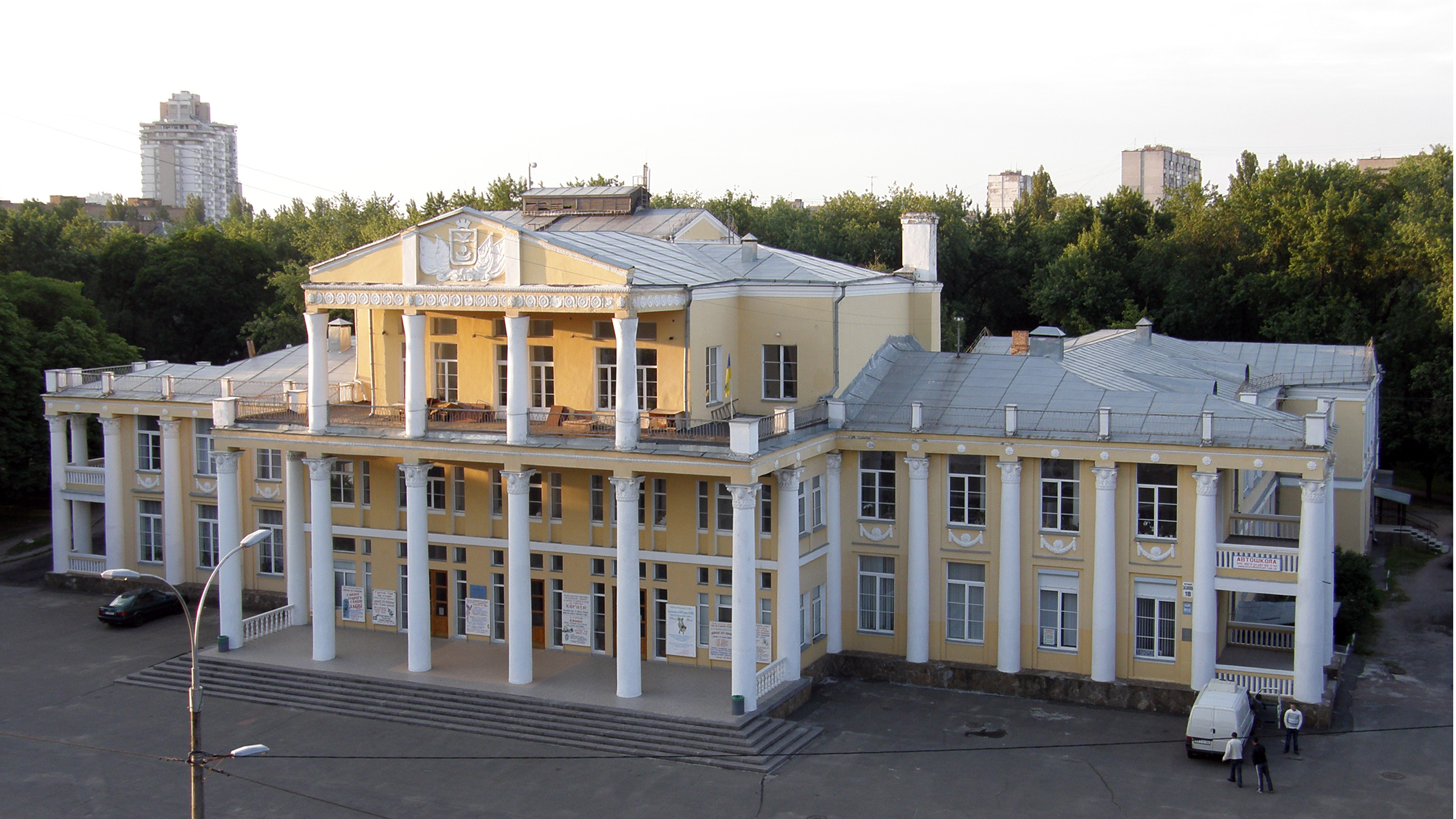
Дом культуры «Дарница»

Но́вая Да́рница (укр. Нова́ Да́рниця) — местность в Киеве, расположенная между Харьковским шоссе, железной дорогой и парком Партизанской Славы. Упоминается с 1896 года как дачное поселение, тогда же была сформирована сеть улиц между железной дорогой и улицами Вересневой (Васильевской), Юрия Шевелёва (Михайловской, позже — Николая Руднева) и Симферопольской (Ивановской). С 1923 года в пределах Киева. С 1920-х годов — рабочий посёлок. Во время Великой Отечественной войны поселение почти полностью было уничтожено. Ныне — жилой массив, промышленная зона, частная застройка.

Новая Дарница